# Marek Sokołowski (medioznawca)
Marek Sokołowski (ur. 1962) – polski medioznawca, filmoznawca i socjolog.

## Działalność naukowa
Związany od 1988 roku z Wyższą Szkołą Pedagogiczną w Olsztynie, następnie od 1999 roku z Uniwersytetem Warmińsko-Mazurskim w Olsztynie, gdzie od 2000 roku pracuje jako profesor nadzwyczajny, kierownik Katedry Socjologii. 23 lutego 2016 roku otrzymał tytuł profesora nauk humanistycznych nadany przez Prezydenta RP.
Zajmuje się problematyką współczesnych mediów audiowizualnych, w tym filmu i Internetu, któremu poświęcił siedem monografii naukowych o wspólnym tytule "Oblicza Internetu". Jest redaktorem serii naukowych: "Przestrzenie życia społecznego" oraz "Komunikacja społeczna, komunikacja medialna, komunikacja sieci" ukazujących się w Wydawnictwie Adam Marszałek w Toruniu. 
Autor podręcznika do medioznawstwa "(R)ewolucja w komunikacji. Wprowadzenie do medioznawstwa", Warszawa 2010. W podręczniku przedstawiono teorie, metody i koncepcje badawcze wypracowane na przestrzeni lat przez grupę badaczy, teoretyków i analityków mediów, które w zakresie współczesnego medioznawstwa mają zastosowanie do badania wielopłaszczyznowego i złożonego środowiska mass mediów.
W przeszłości wieloletni recenzent filmowy "Gazety Olsztyńskiej", recenzent telewizyjny "Dziennika Pojezierza", współpracownik czasopisma "Film".
30 września 2011 roku wygłosił laudację na cześć Jerzego Skolimowskiego doktora honoris causa Uniwersytetu Warmińsko-Mazurskiego w Olsztynie, którego był promotorem.

## Działalność publiczna
W latach 1994–1998 pełnił mandat radnego Olsztyna (wybrany z listy lokalnego komitetu Teraz Olsztyn, jednak wkrótce opuścił klub TO).
Były przewodniczący Rady Programowej TVP Olsztyn, w latach 2012–2017 członek Rady Programowej Polskiego Radia Olsztyn. W kadencji 2010–2012 wiceprezes olsztyńskiego oddziału Stowarzyszenia Dziennikarzy Polskich. Redaktor Naczelny półrocznika "Kognitywistyka i Media w Edukacji". Jest członkiem Polskiego Towarzystwa Socjologicznego, Stowarzyszenia Filmowców Polskich, Polskiego Towarzystwa Komunikacji Społecznej oraz Rotary Club Olsztyn. 
W listopadzie 2017 roku związał się z powstałą wówczas partią Porozumienie. Niespełna rok później był jej kandydatem na liście PiS do sejmiku warmińsko-mazurskiego, nie uzyskując mandatu.

## Wybrane publikacje
Autor:
- Plecami do kina? Felietony filmowe, 1993;
- Wokół zagadnień audiowizji. Szkice o filmie, telewizji, wideo, 1996;
- Kino znaczeń, 1998;
- Magiczny celuloid. Filmowe iluzje rzeczywistości w 68 odsłonach, 1999;
- Kościół, kino, sacrum. W poszukiwaniu definicji filmów o tematyce religijnej, 2002;
- Media wobec kulturowych przemian współczesności, 2003;
- Kultura, media, komunikacja wiary. Wybrane problemy aksjologii w społeczeństwie informacyjnym, 2007;
- (R)ewolucja w komunikacji. Wprowadzenie do medioznawstwa, 2010;
- W lustrze mediów. Wizerunki wybranych subkultur, grup społecznych i zawodowych, 2012;
- Słowo, obraz, dźwięk. Wprowadzenie do historii mediów, 2016;
- Inżynierowie społeczni i technologie zdobywania władzy. Studia nad manipulacją i propagandą, 2017 (współautor W.K. Szalkiewicz)[7].